# Ilírios
Os ilírios (em grego clássico: Ἰλλυριοί, Illyrioi; em latim: Illyrii ou Illyri) eram um povo indo-europeu que habitou o oeste dos Bálcãs (do Epiro à Panônia) e partes do sul da Itália no início da Era Cristã. Eles falavam línguas que estão agrupadas como línguas ilíricas, um ramo separado do indo-europeu.
Os ilírios devem ter aparecido na parte ocidental da península Balcânica por volta de 1000 a.C., no período que coincide com o fim da Idade do Bronze e o começo da Idade do Ferro. Os ilírios não eram um corpo unificado mas um grupo de várias tribos diferentes. Essas tribos, contudo, possuíam uma cultura comum e línguas faladas relacionadas.
Se a língua albanesa descende de uma língua ilíria é um ponto de disputa entre os acadêmicos. A única língua ilíria atestada é o messápico, que não é próximo do albanês.